# Foratiscala reticulata
Foratiscala reticulata is een slakkensoort uit de familie van de Epitoniidae. De wetenschappelijke naam van de soort is voor het eerst geldig gepubliceerd in 1962 door Habe.